# Costa de la Luz

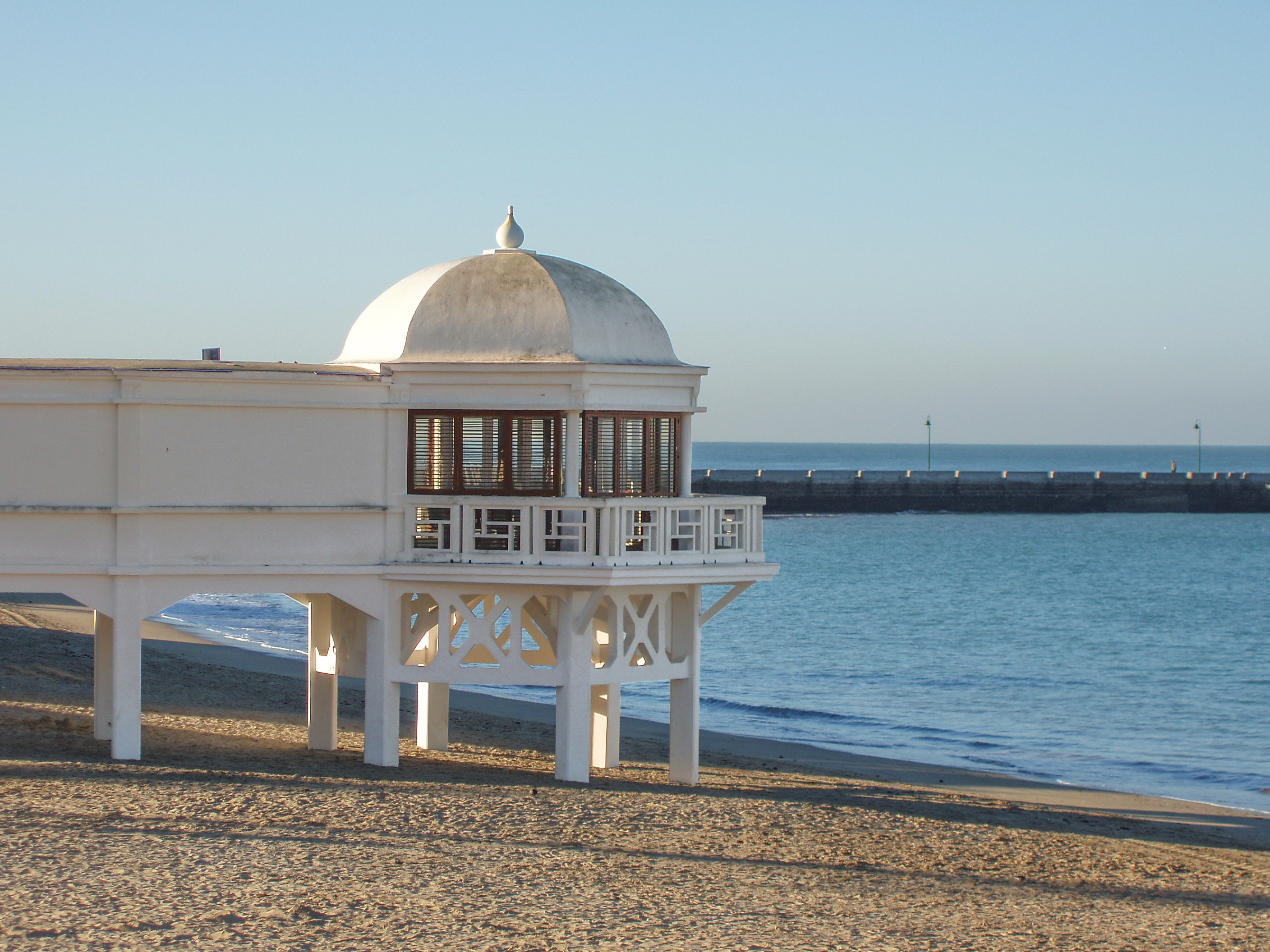
La Caleta, Cadix.

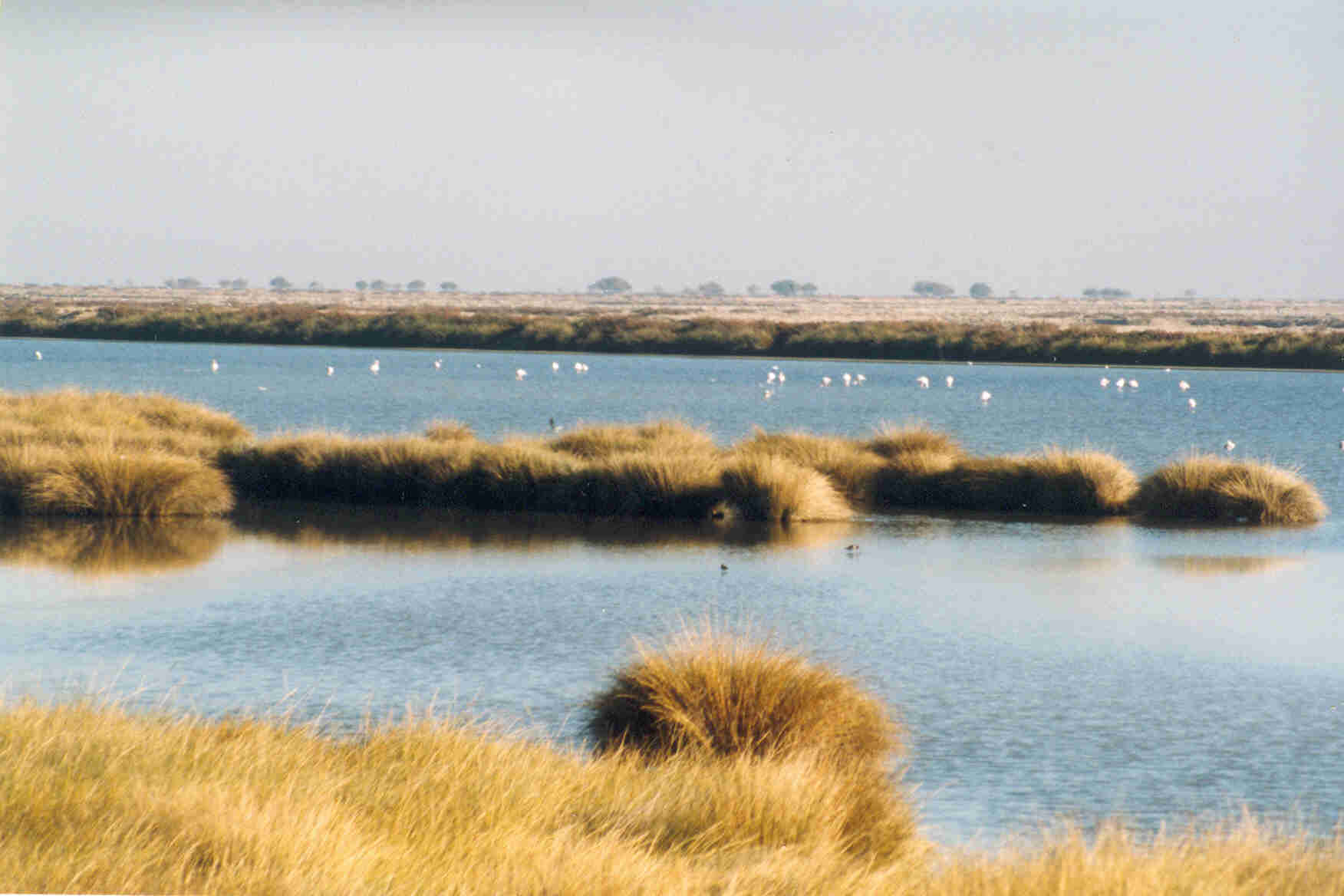
Almonte (Huelva), parc national de Doñana.

La costa de la Luz (littéralement côte de la Lumière) est formée par la côte espagnole du golfe de Cadix. C'est une région du sud-ouest de l'Andalousie qui s'étend des zones côtières des provinces d'Huelva et Cadix, depuis l'embouchure du fleuve Guadiana, jusqu'à Tarifa. On peut considérer qu'elle s'étend aussi de l'autre côté du détroit, sur la Méditerranée, jusqu'à la limite de la province de Malaga.
La côte est une région de tourisme national et est aussi une destination pour des étrangers, français, anglais et allemands principalement. La croissance urbanistique de quelques zones du littoral a permis des retombées économiques, mais aussi des épisodes de spéculation et de dégradations environnementales.
La côte dispose d'une offre touristique assez remarquable de places hôtelières et de loisirs, autant de soleil et plage, comme rurale, gastronomique et culturelle, golf, parcs aquatiques et ports sportifs.
Il souligne la beauté de ses espaces naturels protégés: Doñana, baie de Cadix, falaise et marais de Barbate, du Teins et du Odiel, flèche du Rompido, lagune du Portil, marais d'Île Cristina, etc., ainsi que ses destinations importantes pour le tourisme culturel, comme Baelo Claudia, cap Trafalgar ou les lieux qui ont vu Christophe Colomb, comme le monastère de La Rábida, Palos de la Frontera et Moguer.
Les plages de la côte de la Luz ont l'habitude d'être formées par d'interminables dunes formées par des fines étendues de sable et des plantes autochtones, escortées dans quelques occasions par des pinèdes. Les éléments prédominants sont le sable doré et un soleil visible presque à toutes les heures du jour, en toutes occasion. Son nom lui vient de la lumière vive qui ressort de la propreté des rues, la calcimine des murs, le doré des dunes et le reflet de la mer.
Les agglomérations de la côte de la Luz dans la province de Huelva sont, d'ouest en est : Ayamonte, Île Canela, Pointe du Moral, Isla Cristina, Urbasur, Islantilla, Lepe, La Antilla, Cartaya, El Rompido, El Portil, Punta Umbría, Mazagón, Huelva, Matalascañas et la côte du Parc naturel de Doñana, cette dernière sans activité touristique, et dans la province de Cadix: Sanlúcar de Barrameda, Chipiona, unité urbaine de la Costa Ballena, Rota, unité urbaine de Valdelagrana, El Puerto de Santa María, San Fernando, Cadix, Chiclana de la Frontera et son unité urbaine de Novo Sancti Petri, Conil de la Frontera, Los Caños de Meca, Barbate, Zahara de los Atunes, Vejer de la Frontera et Tarifa.